# Juan Velarde (piloto)

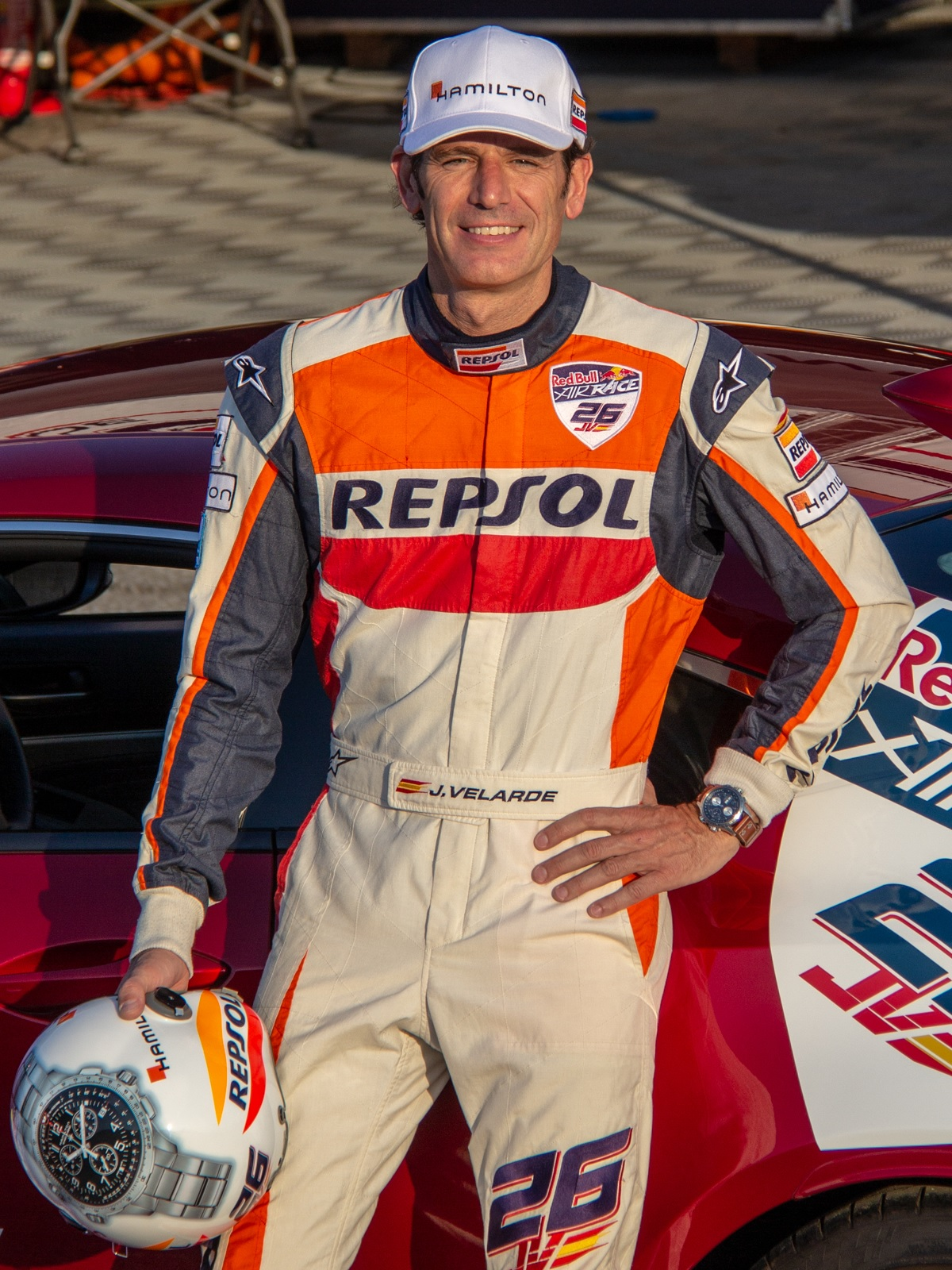

Juan Velarde (Madrid, 19 de septiembre de 1974) es piloto de transporte de línea aérea volando actualmente como comandante de Airbus A330 en la compañía Iberia. Ha sido instructor de vuelo tanto en Airbus A320 como en aviación ligera. Juan ha sido piloto de la Red Bull Air Race entre el 2014 y el 2019 en la que ha competido en la categoría principal (o Master Class). Deportista de alto nivel (DAN) por el Consejo Superior de Deportes y miembro del Equipo Nacional de Vuelo Acrobático desde el año 2004 al 2015, es también piloto voluntario de la prestigiosa colección de aviones históricos Fundación Infante de Orleans y  embajador de la ONG Aviación sin Fronteras.
Actualmente compite en vuelo acrobático y realiza exhibiciones aéreas formando parte del equipo Bravo3 Repsol.

## Trayectoria deportiva
2019
- - Piloto Master Class de la Red Bull Air Race 2019
  - Segundo puesto en Qualifying en Balaton, Hungría
  - Ganador de la Calificación en la Red Bull Air Race en Chiba, Japón
  - Subcampeón de España de Vuelo Acrobático 2019
  - Medalla de Bronce Campeonato de España Free Style 2019

2018
- - Piloto Master Class de la Red Bull Air Race 2018
  - Medalla de Bronce Campeonato de España de Free Style
  - Cuarto puesto carrera de Kazan, Rusia
  - Segundo puesto en Qualifying en Indianápolis, USA
  - Segundo puesto en el Round of 14 en Texas, USA
- 2017
  - Piloto Master Class de la Red Bull Air Race 2017
  - Primer puesto en el Round of 14 en Abu Dhabi (EAU)
  - Segundo puesto en la carrera de Abu Dhabi (EAU)
  - Segundo puesto en el Round of 14 en Kazán (Rusia)
  - Segundo puesto en el Round of 14 en Lausitzring (Alemania)
  - Tercer puesto en la carrera de Indianápolis (EE. UU.)
  - Subcampeón de España de Vuelo Acrobático Free Style 2017
- 2016
  - Piloto Master Class de la Red Bull Air Race
  - Primer puesto en la Qualifying en Spielberg (Austria)
  - Primer puesto en el Round of 14, Budapest, Hungría
  - Undécimo puesto en la clasificación general
- 2015
  - Primer año en la Master Class de la Red Bull Air Race
  - Segundo puesto en el Al Ain Championship, Al Ain (Emiratos Árabes Unidos).
  - Subcampeón de España de vuelo acrobático.
  - Undécimo puesto en el Campeonato del Mundo de Vuelo Acrobático, Francia.
- 2014
  - Campeonato de España de Vuelo Acrobático. Subcampeón.
  - Campeonato de Europa de Vuelo Acrobático (Hungría). Medalla de bronce por equipos.
  - Carrera Red Bull Air Race (Abu Dhabi). Tercera posición en el campeonato de Challengers
- 2013
  - Campeonato de España de Vuelo Acrobático. Subcampeón.
- 2012
  - Campeonato de España de Vuelo Acrobático. Subcampeón.
  - Campeonato de Europa de Vuelo Acrobático Praga (República Checa). Sexta posición en Estilo libre
- 2011
  - FAI Desert Challenge, Al Ain (Emiratos Árabes Unidos). Medalla de Bronce. Programa Clásico.[1]
  - FAI China Challenge, Laiwu (China). Quinta posición en Estilo libre
  - Campeonato de España de Vuelo Acrobático. Subcampeón.
- 2010
  - Campeonato de Europa de Vuelo Acrobático, República Checa. Tercera posición por equipos.
  - Campeonato de España de Vuelo Acrobático. Campeón absoluto.
  - FAI China Aerobatic Challenge, Laiwu (China). Sexta posición. Clásico.
- 2009
  - FAI China Aerobatic Challenge, Laiwu (China). Medalla de bronce
- 2008
  - Campeonato de Europa de Vuelo Acrobático, República Checa. Medalla de bronce por Equipos.
  - Campeonato de Europa de Vuelo Acrobático, Copa Ivan Tucek (República Checa). Cuarta posición.
  - Copa triangular de vuelo acrobático. Campeón absoluto.
- 2007
  - Campeonato del Mundo de Vuelo Acrobático, Granada (España). Subcampeón por Equipos.
  - Campeonato del Mundo de Vuelo Acrobático, Granada (España). Sexto en Estilo libre.
  - Copa triangular de vuelo acrobático. Campeón absoluto.
  - Campeonato de España de Vuelo Acrobático. Medalla de bronce.
- 2006
  - Copa triangular de vuelo acrobático. Subcampeón.
  - Campeonato de España de Vuelo Acrobático. Subcampeón.
  - Campeonato de Europa de Vuelo Acrobático. Subcampeones por Equipos.